# La Pimienta, San Fernando
La Pimienta är en ort i Mexiko.   Den ligger i kommunen San Fernando och delstaten Chiapas, i den sydöstra delen av landet, 700 km öster om huvudstaden Mexico City. La Pimienta ligger 795 meter över havet och antalet invånare är 297.
Terrängen runt La Pimienta är kuperad västerut, men österut är den bergig. Terrängen runt La Pimienta sluttar västerut. Runt La Pimienta är det ganska tätbefolkat, med 72 invånare per kvadratkilometer. Närmaste större samhälle är Copainalá, 11,4 km norr om La Pimienta. I omgivningarna runt La Pimienta växer huvudsakligen savannskog.